# بيتر بودارت
بيتر بودارت (بالهولندية: Pieter Boddaert) طبيب وعالم هولندي اختص في دراسة التاريخ الطبيعي.